# Claude Sautet
Claude Sautet (Montrouge, 23 de febrero de 1924 - París, 22 de julio de 2000) fue un director de cine y guionista francés.

## Biografía
Sautet nació en Montrouge (Altos del Sena). Inicialmente, estudió pintura artística y escultura y posteriormente asistió a una universidad de cine en París, donde inició su carrera.
Trabajó con Georges Franju y Jacques Becker y fue influenciado por el cine B estadounidense, el cine negro y los trabajos de John Ford, Raoul Walsh, Michael Curtiz, John Cassavetes y Yasujirō Ozu.

### Trayectoria
Filmó su primera película, Bonjour sourire, en 1955 y obtuvo atención internacional con su filme de 1970 Les Choses de la vie, el cual dirigió y escribió al igual que la mayoría de sus filmes posteriores. La película fue exhibida en el Festival Internacional de Cine de Cannes, donde fue bien recibida. Les Choses de la vie también ayudó a revivir la carrera de Romy Schneider, quien también actuó en otras películas de Sautet tales como Max et les Ferrailleurs y César et Rosalie.
En 1974, Sautet dirigió Vincent, François, Paul... et les autres, una de sus películas más aclamadas. Fue protagonizada por actores reconocidos como Michel Piccoli, Yves Montand, Gérard Depardieu y Stéphane Audran. También logró éxito de crítica con Mado en 1976. Su película Une histoire simple, protagonizada por Schneider, fue nominada al Óscar a la mejor película de habla no inglesa. Schneider ganó el César a la mejor actriz por su actuación.
Durante los años 1980 Sautet realizó dos filmes únicamente: Garçon ! (protagonizado por Yves Montand) y la comedia Quelques jours avec moi.
En 1993, ganó el León de Plata a la mejor dirección y el César al mejor director por el filme Un cœur en hiver. Tres años más tarde, volvió a ganar el César por Nelly et Monsieur Arnaud. Ambos filmes fueron protagonizados por Emmanuelle Béart.
Además de escribir sus propias películas, Sautet también escribió guiones y trabajó como asistente de dirección en el inicio de su carrera para otros directores. Murió de Cáncer de hígado en París en 2000 y fue enterrado en el Cementerio de Montparnasse.

## Filmografía

### Como director y guionista
- Nous n'irons plus au bois (1951, cortometraje)
- Bonjour sourire (1955)
- Classe tous risques (1960)
- L'Arme à gauche (1964)
- Les choses de la vie (1970)
- Max et les ferrailleurs (1971)
- César et Rosalie (1972)
- Vincent, François, Paul... et les autres (1974)
- Mado (1976)
- Une histoire simple (1978)
- Un mauvais fils (1980)
- Garçon ! (1983)
- Quelques jours avec moi (1988)
- Un cœur en hiver, (1992)
- Nelly et Monsieur Arnaud (1995)

### Como guionista
- Le fauve est lâché (1959)
- Les yeux sans visage (1960)
- Symphonie pour un massacre (1963)
- Peau de banane (1963)
- Maigret voit rouge (1963)
- L'âge ingrat (1964)
- Échappement libre (1964)
- Monsieur (1964)
- La vie de château (1965)
- Mise à sac (1967)
- La chamade (1968)
- Le diable par la queue (1969)
- Borsalino (1970)
- Les mariés de l'an II (1971)
- Mon ami le traître (1988)
- Intersection (1993)

## Asistente de dirección
- Le mariage de Mademoiselle Beulemans (1950)
- Paris chante toujours (1952)
- Le Huitième Art et la Manière (1952)
- Le Crime du Bouif (1952)
- L'Honneur est sauf (1953, cortometraje documental)
- Les révoltés de Lomanach (1954)
- Les hommes ne pensent qu'à ça (1954)
- Le fils de Caroline chérie (1955)
- La bande à papa (1956)
- Les truands (1956)
- Action immédiate (1957)
- Ni vu, ni connu (1958)
- Les yeux sans visage (1960)

## Premios y distinciones
Premios Óscar
| Año  | Categoría                          | Trabajo nominado    | Resultado |
| ---- | ---------------------------------- | ------------------- | --------- |
| 1980 | Mejor película de habla no inglesa | Une histoire simple | Nominado  |

Festival Internacional de Cine de Venecia
| Año  | Categoría       | Película               | Resultado |
| ---- | --------------- | ---------------------- | --------- |
| 1992 | León de Oro     | Un corazón en invierno | Ganador   |
| 1992 | Premio FIPRESCI | Un corazón en invierno | Ganador   |